# Okoslavci
Okoslavci so naselje v Občini Radenci z zaselkom Okoslavski Vrh.